# Rhaphotittha curvicerca
Rhaphotittha curvicerca är en insektsart som beskrevs av Boris Petrovich Uvarov 1953. Rhaphotittha curvicerca ingår i släktet Rhaphotittha och familjen gräshoppor. Inga underarter finns listade i Catalogue of Life.